# خريستو غوسبودينوف
خريستو غوسبودينوف هو لاعب كرة قدم بلغاري في مركز الوسط، ولد في 11 مارس 1979 في صوفيا في بلغاريا. لعب مع سلافيا صوفيا.

## وصلات خارجية
- خريستو غوسبودينوف على موقع قاعدة بيانات كرة القدم.إي يو (الإنجليزية)
- خريستو غوسبودينوف على موقع Soccerway.com (الإنجليزية)